# Anomodon tristis
Anomodon tristis är en bladmossart som beskrevs av Sullivant och Lesquereux 1856. Anomodon tristis ingår i släktet baronmossor, och familjen Thuidiaceae. Inga underarter finns listade i Catalogue of Life.